# Joe Bunker
Anthony „Joe“ Bunker (* 7. April 1930 in London) ist ein ehemaliger englischer Radrennfahrer.
Joe Bunker begann seine Radfahrerkarriere beim „Fulham Club Belle Vue C.C“. 1952 wurde er Profi. Da es zu der Zeit keine Winterrennbahnen in Großbritannien gab, wurde ihm von seinem Manager ein Umzug nach Paris zugesichert. Nachdem Bunker das Steherrennfinale für Neu-Profis im Vélodrome d’Hiver gewonnen hatte, war er als Steher europaweit gefragt. Unter anderem gewann er den Grand Prix d’Amsterdam und 1953 das Parc des Princes-Rennen als Einstimmungs-Wettbewerb auf das Straßenrennen Bordeaux–Paris; Reg Harris gewann den Sprint und Sid Patterson das Omnium.
1954 beendete Joe Bunker die Weltmeisterschaft in Wuppertal mit dem dritten Platz im 100-km-Steherrennen in einer Zeit von 1:20 Stunden. Es war das erste Mal nach 50 Jahren, dass ein Engländer eine Medaille in einem Steherrennen gewann.
Nach seiner Radsportkarriere führte Joe Bunker verschiedene Dienstleistungsunternehmen und gründete ein eigenes Unternehmen mit 120 Mitarbeitern in Deutschland, das er 1983 verkaufte. Danach zog er nach Frankreich. Heute lebt er mit seiner zweiten Frau wieder in Deutschland. Aus erster Ehe stammen zwei Söhne.